# Martin Bircks ungdom
Martin Bircks ungdom är en kortroman från 1901 av Hjalmar Söderberg. Författaren presenterar en ung mans, Martin Bircks, successiva utveckling i Stockholmsmiljö runt slutet av 1800-talet. Romanen består av tre delar som beskriver Bircks barndom, ungdom, och tidiga medelålder. Den har självbiografisk karaktär och bygger på några av Söderbergs egna erfarenheter. Den skiljer sig från Söderbergs andra romaner i och med att den beskriver huvudpersonens liv under en längre tid, hela uppväxten. I romanen figurerar en dekadent poet som identifierats som Emil Kléen.

## Handling
I den första delen av romanen skildras Martin Birck som barn. Han vinner sina första erfarenheter i omgivningen, i skolan och på gatan. Han tar också gradvis emot tidens flöde.

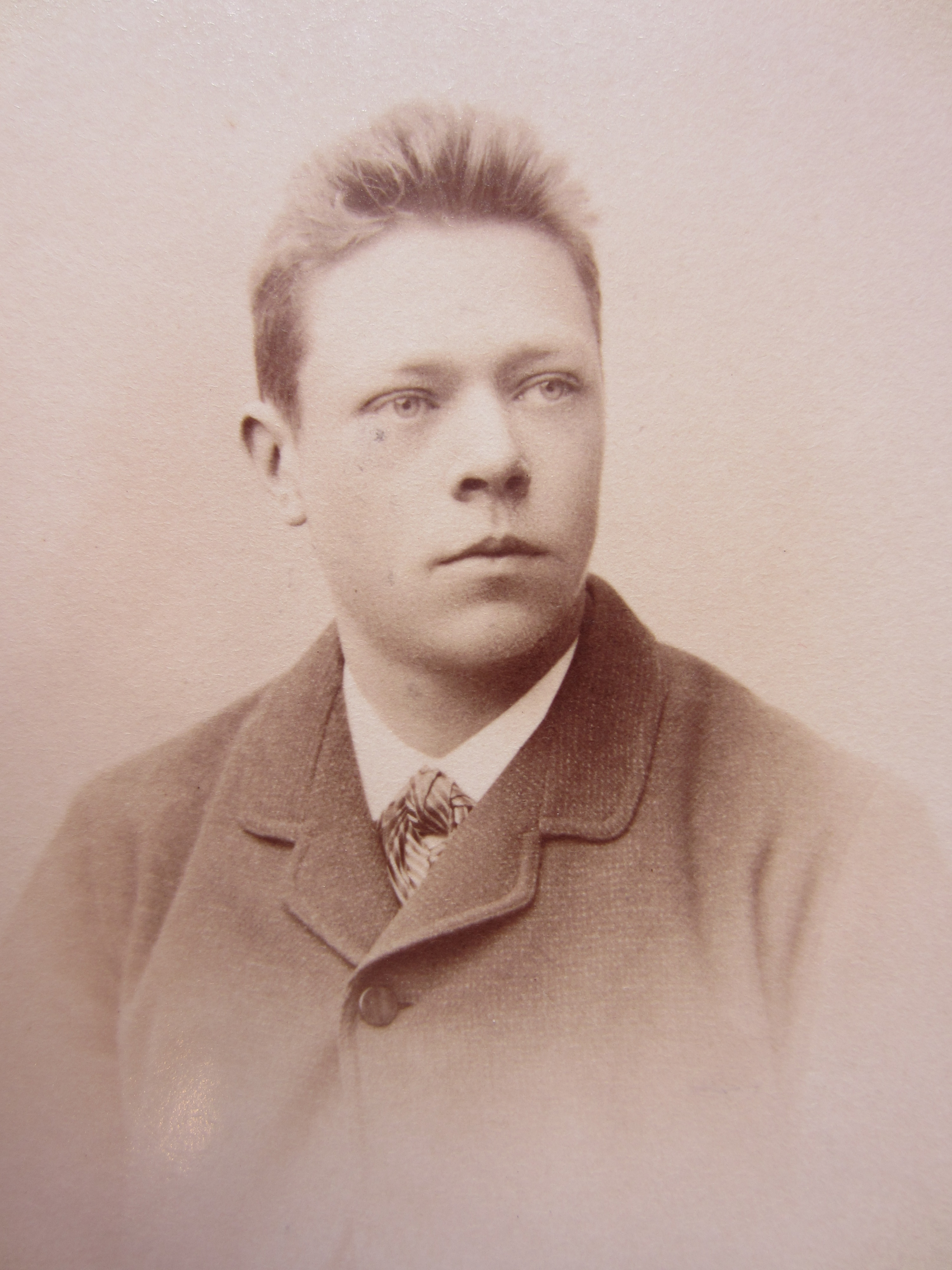
Ungdomsfoto av Hjalmar Söderberg. Göteborgs universitetsbibliotek.

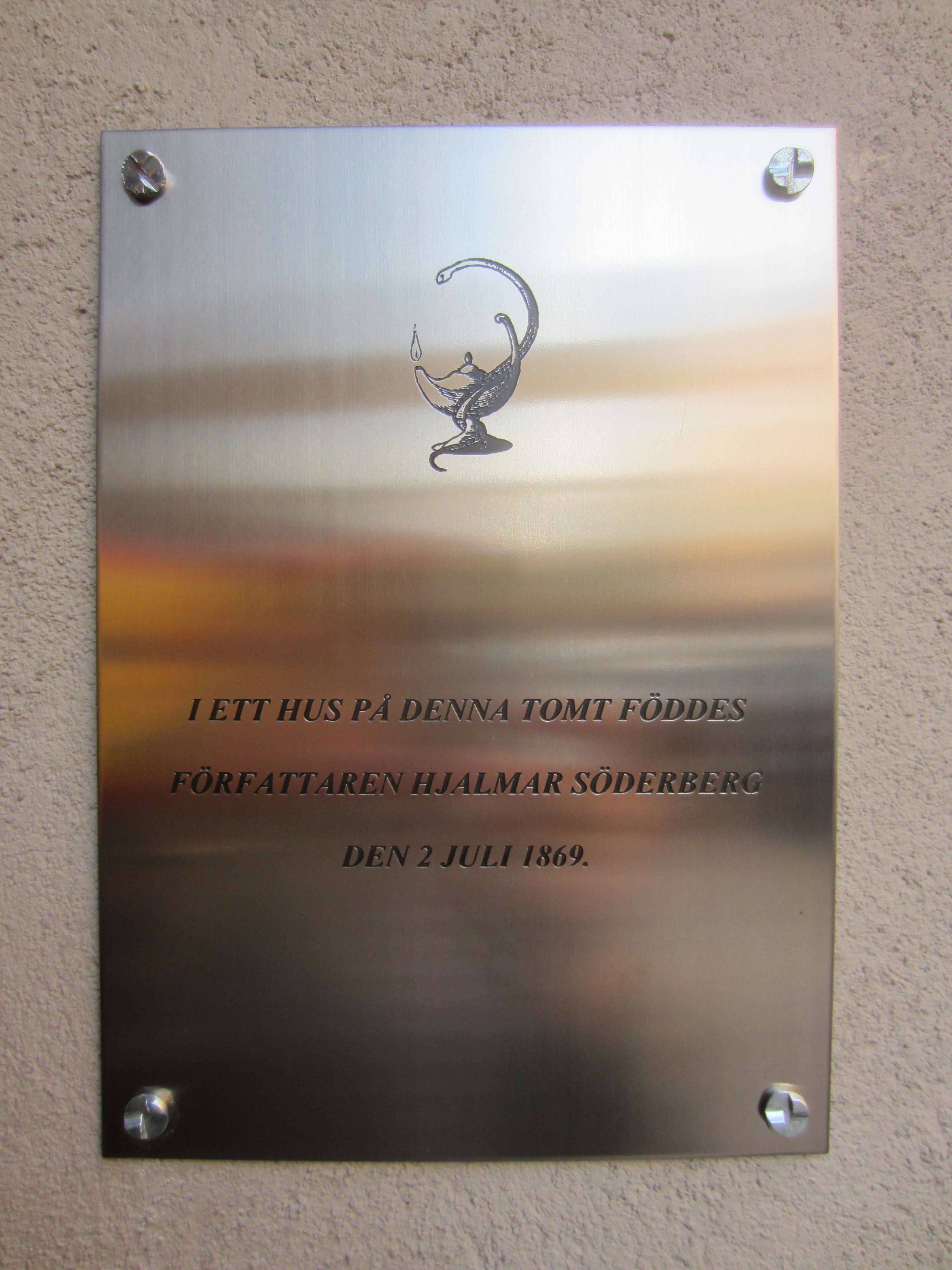
Plakett på Grev Turegatan 35 i Stockholm. Minnesplaketten sattes upp den 10 september 2012.
Text: "I ett hus på denna tomt föddes författaren Hjalmar Söderberg den 2 juli 1869."

Den andra delen presenterar protagonisten när han står inför ungdomsproblem. Problemen har uppstått ur förekomsten av sexualitet i hans liv, behovet att anta moraliska såväl som religiösa åsikter och att välja väg i livet. Unge Birck inleder en opportunistisk kontoristkarriär som ska ge honom en säker chans att överleva. Samtidigt är författarskap hans verkliga dröm. Martins val gör att han kommer i konflikt med sina föräldrar. Hans mor börjar anse att han har förlorat sin tro på Gud.
I den tredje delen av boken står Martin inför problem som beror på hans käresta. Martin skulle vilja leva ett anständigt liv med henne och bilda familj på ett civiliserat sätt, men han har inga ekonomiska medel för att göra det. Paret är tvunget att balansera på en kant av olycka trots att de gör saker som är en naturlig följd av deras kärlek.

## Mottagande
Martin Bircks ungdom fick en mycket positiv recension av Oscar Levertin daterad 26 oktober 1901. Levertin inledde med att hylla Hjalmar Söderbergs prosakonst:
"Låtom oss med detsamma säga, att boken från början till slut bär en mognad och genombildad artists signatur. Denna berättelse är beundransvärdt väl skrifven, in i det minsta beundransvärdt präglad af en icke stark eller egentligen rik, men sällsynt fin, själfull, och intellektuellt högtstående personlighet. Hvar vän af det verkligt äkta i känsla och stil skall med förtjusning läsa denna bok, hvilkens stämning genomgående är så utsökt, med sitt vemod, upplyst af en på en gång omutligt klar och ändock humoristiskt mild tankes ironi, och hvilkens prosa är så fulländad, utan att någonsin blifva torr och styf uttrycksfull och varm trots förkärleken - en tecknares förkärlek - för svart och hvitt, aldrig vanställd af billiga faux-brillants från dagens vittra modemagasin."
Levertin berömde den första delens barndomsskildring, men var mer kritisk till den andra delen med huvudpersonens religiösa och metafysiska resonemang: "Här hade behöfts starkare grepp, eller kanske än hellre författaren bort utelämna alltsammans." Den avslutande delen  Vinternatten framhöll han som romanens yppersta: "Hjalmar Söderberg lyfter sig i dessa slutsidor till ett allvar och ett djup, som varit alla hans föregående lifsskildringar främmande."
Levertin hoppades på ännu mer fullödiga framtida verk av Söderberg, men avslutade ändå med att konstatera: "Och hvad framtiden - alltid en öfverraskande gifvare - än kommer att skänka oss från hans hand, är hans sista berättelse en högst ovanlig gåfva, ett verk, prägladt af en lysande intellektuell glans och en nära nog otadlig konst."

## Citat
| ”                                      | Här stod den stilla, tiden. Det är med förändringar man mäter tidens gång, jag har ingenting att mäta den med. | „ |
| – Martin Birck i Martin Bircks ungdom, | |   |